# Pep Guardiola
Pep Guardiola, właśc. Josep Guardiola i Sala (ur. 18 stycznia 1971 w Santpedor) – hiszpański piłkarz i trener piłkarski. Od 2016 roku trener Manchesteru City.

## Kariera piłkarska

### FC Barcelona
Josep Guardiola pochodzi z katalońskiego miasta Santpedor, gdzie wychowywał się wraz z trójką rodzeństwa. Karierę piłkarską rozpoczął w amatorskim klubie Gimnàstic Manresa, a dzięki skautowi Oriolowi Tortowi, w wieku 13 lat, 28 czerwca 1984 r. trafił do szkółki La Masía. Z powodu skromnych warunków fizycznych nie wiązano z nim większych nadziei, ale o pozostawieniu nastolatka w klubie zdecydowała opinia Johana Cruyffa i testy medyczne, według których zawodnik miał w przyszłości mierzyć 180 cm. Większość swojej kariery spędził w FC Barcelonie, gdzie między 1990 a 2001 r. rozegrał 379 spotkań, z których 224 wygrał, 82 zremisował, a 73 przegrał. Debiut w drużynie Barcelony zaliczył 16 grudnia 1990, występując od pierwszej minuty w wygranym 2-0 meczu przeciwko Cádiz CF. W swoim pierwszym sezonie, zdobywając mistrzostwo Hiszpanii, zagrał w czterech spotkaniach, oprócz meczu z Cádiz, także w pojedynkach z RCD Mallorca, CD Castellón i Sevilla FC.
W sezonie 1991/1992 Barcelona ponownie wygrała rozgrywki ligowe oraz po raz pierwszy w historii sięgnęła po Puchar Europy. 20 maja 1992 r., w rozegranym na stadionie Wembley finale przeciwko Sampdorii Guardiolę w 113. minucie zastąpił Alexanko.

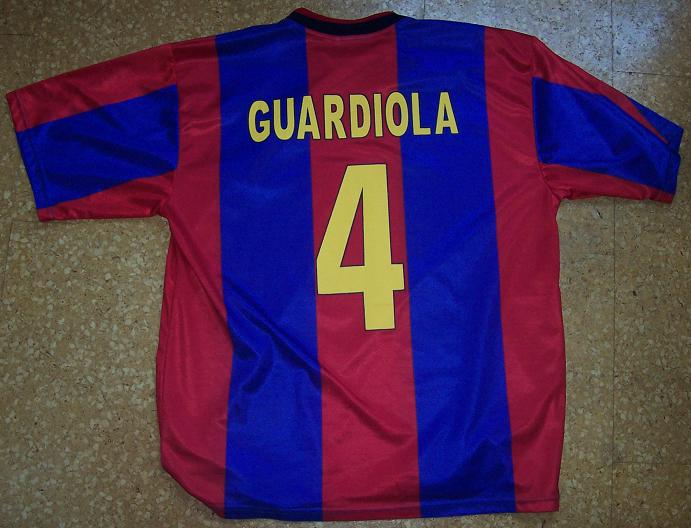
Koszulka FC Barcelona Josepa Guardioli

Grając jako rozgrywający, był filarem drużyny prowadzonej przez Johana Cruyffa, która w latach 1991–1994 czterokrotnie wygrała rozgrywki ligowe. 18 maja 1994 r., w ateńskim finale Ligi Mistrzów Guardiola grał przez całe spotkanie, a jego drużyna została pokonana przez A.C. Milan 4:0. W 1997 roku przejął opaskę kapitańską od José Maria Bakero. W finale Pucharu Zdobywców Pucharów 14 maja 1997 r. Barcelona pokonała Paris Saint-Germain F.C., a kataloński rozgrywający grał przez 90 minut. Oprócz europejskiego trofeum drużyna wygrała także Copa del Rey. W sezonie 1997/1998 Barcelona zdobyła dublet, ale Guardiola rozegrał tylko 6 meczów. Kontuzje trapiły zawodnika od meczu eliminacyjnego Ligi Mistrzów ze Skonto Ryga – niedoleczony uraz ciągnął się cały sezon i uniemożliwił zawodnikowi występ na Mundialu we Francji. Po zabiegu wykonanym w Finlandii w czerwcu 1998 r. zawodnik wrócił na boisko po 6 miesiącach.
11 kwietnia 2001 r. piłkarz ogłosił swoje odejście z Barcelony, swoją decyzję motywował chęcią poznania innych lig piłkarskich oraz kultur. W rzeczywistości Guardiola w ogóle nie ufał ludziom zarządzającym klubem i czuł się niedoceniany. Odszedł, zanim sam zostałby wypchnięty z klubu. Pep opuścił Barcelonę jako nieszczęśliwy i rozczarowany zawodnik, który przeniósł się do włoskiej Brescii Calcio. Dwa lata później powiedział Opuściłem Barcelonę, gdyż już nie czułem wielkich emocji, wchodząc do szatni klubu każdego dnia. Przez 17 lat zawsze czułem wielki entuzjazm, ale pewnego dnia to się zmieniło i zrozumiałem, że to czas żeby odejść. Ostatni mecz w zespole Blaugrany rozegrał w spotkaniu o Copa del Rey 22 czerwca 2001 z Celtą Vigo (1:1).

### Inne kluby
26 września 2001 podpisał kontrakt z występującym w Serie A zespołem Brescii Calcio, a w nowym zespole zadebiutował 14 października w spotkaniu z Chievo Verona.
21 października 2001 po meczu z Piacenzą zawodnik został poddany kontroli antydopingowej, która dała wynik pozytywny. 24 stycznia 2002 został zdyskwalifikowany na 4 miesiące. Z zarzutów niedozwolonego wspomagania nandrolonem został oczyszczony 6 lat później, w październiku 2007.
18 czerwca 2002 podpisał dwuletni kontrakt z AS Roma prowadzoną przez Fabio Capello, ale nie zyskał uznania w oczach włoskiego szkoleniowca i w lutym 2003 powrócił do Brescii.
W 2003 podpisał kontrakt z Al Ahli. Przed wyjazdem do Kataru krótko trenował w zespole Ciudad de Murcia, który prowadził jego przyjaciel Juan Manuel Lillo. W swoim pierwszym sezonie w kraju nad Zatoką Perską został uznany MVP ligi i podpisał kontrakt na kolejny rok. W 2005 roku piłkarz prowadził negocjacje z argentyńskim River Plate, ale ostatecznie zakończyły się one niepowodzeniem. Karierę zakończył w meksykańskim klubie Dorados prowadzonym przez Juana Manuela Lillo.

### Reprezentacja

#### Hiszpania
Kataloński pomocnik był filarem reprezentacji Hiszpanii do lat 23, która zdobyła złoty medal na Igrzyskach w Barcelonie. Guardiola wystąpił we wszystkich spotkaniach swojego zespołu – z Kolumbią, Egiptem, Włochami, Ghaną, a w finale na Camp Nou przeciwko Polsce grał bardzo dobrze, lecz nie strzelił bramki.
W reprezentacji A zadebiutował 14 października 1992 w Belfaście w meczu z Irlandią Północną.
Grał na Mistrzostwach Świata w 1994. Nie znalazł się w prowadzonej przez Javiera Clemente kadrze na Mistrzostwa Europy w 1996 roku, a kontuzja wykluczyła go z udziału w Mistrzostwach Świata w 1998. Ostatnim turniejem Guardioli z reprezentacją Hiszpanii były Mistrzostwa Europy w 2000 roku. Piłkarze z Półwyspu Iberyjskiego po wyjściu z grupy przegrali z późniejszym zwycięzcą, Francją.
Guardiola brany był pod uwagę przy ustalaniu kadry na Mistrzostwa Świata w Korei i Japonii, ale doznał kontuzji pod koniec kwietnia 2002 w meczu z Juventusem.

#### Katalonia
Guardiola zawsze chętnie występował w reprezentacji Katalonii, która nie jest zrzeszona w FIFA i rozgrywa wyłącznie mecze nieoficjalne. Pomocnik zadebiutował 24 czerwca 1995 w meczu przeciwko FC Barcelonie, który odbył się w Tarragonie. Na przestrzeni 10 lat zagrał w 9 spotkaniach reprezentacji Katalonii, był także jej kapitanem. W wywiadzie dla Gazety Wyborczej w 1999 powiedział Tu się urodziłem, tu mieszkam, dla tych ludzi gram. Zostałem tak wychowany, że nie mogę nie pamiętać historii mojego kraju ani nie czuć tego, co inni ludzie stąd. Dla mnie jest to więc zaszczyt być w reprezentacji Katalonii, tyle że może ona grać wyłącznie mecze towarzyskie. W pełnym wymiarze czasowym zagrał przeciwko Nigerii (22 grudnia 1998), Jugosławii (23 grudnia 1999), Litwie (22 grudnia 2000), Chile (28 grudnia 2001) oraz Chinom (28 grudnia 2002).
Po meczu z Chile powiedział Mam nadzieję, że któregoś dnia odwdzięczę się za wsparcie, jakie mi tu okazano. Jestem szczęśliwy, że grałem w tym klubie i że urodziłem się w tym kraju.
W spotkaniu z Ekwadorem 28 grudnia 2003 Pichi Alonso wpuścił Guardiolę w 45. minucie meczu, a kataloński rozgrywający zaliczył 55 podań, w tym 51 celnych. 25 kwietnia 2004 w przegranym 1-3 meczu z Brazylią wszedł na boisko, zmieniając Jordiego Cruyffa.
W 2005 roku 34-letni Guardiola, wtedy zawodnik ligi meksykańskiej, został powołany na spotkanie z Paragwajem. Selekcjoner Pere Gratacós powiedział, że dla Guardioli Reprezentacja Katalonii jest czymś niezwykle ważnym. Zawsze kochał granie dla swojej prawdziwej ojczyzny. W pojedynku rozegranym 25 grudnia pomocnik zmienił Rogera Garcię w 46. min meczu i był to jego ostatni mecz w katalońskim zespole.

## Kariera trenerska

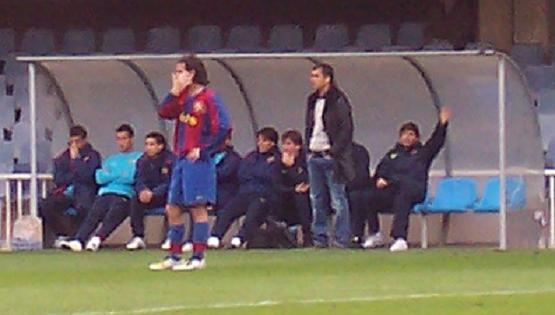
Josep Guardiola jako trener FC Barcelona B, 24 lutego 2008, mecz przeciwko CF Vilanova i la Geltrú.

W wyborach na prezydenta FC Barcelona popierał Luisa Bassata i w wypadku zwycięstwa tego kandydata miał zostać dyrektorem sportowym.

### FC Barcelona
W lipcu 2006 roku ukończył kurs trenerski, a od czerwca 2007 roku został szkoleniowcem FC Barcelona B, zastępując Quique Costasa – człowieka, który udzielił mnóstwo rad młodemu pomocnikowi Pepowi oraz rozpędził jego karierę w klubie FC Barcelona. W tamtym czasie wokół klubu panowała okropna atmosfera do tego stopnia, iż zaprezentowanie Guardioli w roli trenera FC Barcelona B umknęło nawet katalońskim mediom. Podczas prezentacji w roli trenera Barcelona B powiedział: Nie liczy się to, kim byłem jako piłkarz. Jako trener jestem nikim i zaczynam od zera. Tylko zwycięstwa dadzą mi wiarygodność. To jedyny sposób żebym mógł się rozwinąć jako szkoleniowiec. Naszym priorytetem jest dalsza produkcja piłkarzy pierwszej klasy, ale jeśli nie będę wygrywał i nie awansujemy do drugiej ligi, to nie będę mógł tu dalej pracować. Tak to działa. Pierwszy mecz, który rozegrał w roli trenera, odbył się przeciwko Balaguer, który zakończył się zwycięstwem Barcelony B 4:2. Pep za sterami Barçy B stał do czerwca 2008 r. Przez ten okres Guardiola wraz ze swoimi podopiecznymi awansował do Segunda División. Miejsce Pepa na stanowisku trenera FC Barcelona B w 2008 roku zajął Luis Enrique. 5 maja 2008 katalońskie media podały, że po zakończeniu sezonu 2007/08 Pep zostanie trenerem pierwszej drużyny Blaugrany, zastępując Holendra Franka Rijkaarda, co trzy dni później potwierdził prezydent klubu Joan Laporta. Guardiola nie był faworytem do funkcji trenera FC Barcelony. Kandydatami do stanowiska trenera byli również: José Mourinho, Laurent Blanc, Michael Laudrup, Arsène Wenger oraz Ernesto Valverde. Jednak zarząd wybrał Guardiolę, wcześniej jeszcze uzgadniając decyzję z Cruijffem.
Oficjalnie Pep podpisał kontrakt 5 czerwca 2008 r., a dwanaście dni później został oficjalnie zaprezentowany jako trener pierwszej drużyny. Jego asystentem został Tito Vilanova, z którym współpracował również w drużynie FC Barcelona B. Wiele osób martwiło się decyzją twierdząc, że Guardiola ma za mało doświadczenia i może sobie nie poradzić z kadrą złożoną z tak wymagających osobistości jak Ronaldinho, Deco czy Samuel Eto’o. Przed przyjściem Katalończyka FC Barcelona pod względem sportowym była bardzo słaba. Treningi nie były wystarczająco intensywne, niektórzy piłkarze stracili nie tylko odpowiednie nastawienie do gry, ale też umiejętność naciskania na rywala z taką zawziętością, jak za najlepszych lat Rijkaarda. Sytuacja stawała się naprawdę ponura dopiero tam, gdzie pojawiła się mocno zakorzeniona, sroga postawa osobowości rządzących szatnią – Deco, Ronaldinho i Eto’o. Wtedy Guardiola postanowił zrestartować szatnię. I tak zaczęły się pierwsze rewolucje Guardioli w klubie. Ronaldinho (A.C. Milan), Deco (Chelsea F.C.), Edmilson (Villarreal CF), Giovani dos Santos (Tottenham Hotspur), Santiago Ezquerro (Osasuna Pampeluna), Marc Crosas (Celtic Glasgow), Oleguer (AFC Ajax) i Gianluca Zambrotta (A.C. Milan) – wszyscy ci zawodnicy zostali sprzedani. Z kolei Lilian Thuram zakończył karierę. Na życzenie Guardioli Laporta sprowadził Daniego Alvesa (Sevilla FC), Aleksandra Hleba (Arsenal F.C.), Henrique (SE Palmeiras), Seydou Keitę (Sevilla FC), Gerarda Piqué (Manchester United) i Jose Martina Caceresa (Villarreal CF). Pod nową batutą walka z nadwagą stała się koniecznością. Dotychczas sztab przymykał oko na dodatkowy kilogram tu czy tam, teraz zaostrzono restrykcje. Punktualność, symbol przygotowania duchowego, była przestrzegana równie konsekwentnie. Od poniedziałku do piątku piłkarze musieli wracać do domów najpóźniej przed północą i mogli się spodziewać wieczornego telefonu od Guardioli lub jednego z jego asystentów. Pod kontrolą znalazło się również używanie telefonów komórkowych i słuchawek. Poza tym piłkarze usłyszeli, że udział w konferencjach prasowych i dawanie autografów podczas meczów wyjazdowych jest obowiązkowe. Wprowadzono również pewien bodziec motywacyjny, taki sam jaki Guardiola stosował w FC Barcelona B. Jeśli zespół wygrywał cztery mecze z rzędu, to Guardiola stawiał kolację całej drużynie (łącznie ze sztabem) za swoje pieniądze. I tak oto Josep Guardiola zaczął pracę za sterami nowej, zrestartowanej i przebudowanej przez niego drużyny FC Barcelona.
W sezonie 2008/09 prowadzona przez niego drużyna zdobyła mistrzostwo Hiszpanii oraz Puchar Króla. 28 maja 2009 r. wywalczył pierwszą w historii klubu potrójną koronę, zdobywając Puchar Europy, pokonując w Rzymie 2-0 Manchester United. Na początku sezonu 2009/10 poprowadził Barcelonę do zwycięstwa w Superpucharze Hiszpanii i Superpucharze Europy, a pod koniec 2009 r. do zwycięstwa w Klubowych Mistrzostwach Świata. W ten sposób Barcelona, jako pierwszy klub w historii, zdobyła sześć trofeów w ciągu jednego roku.
28 maja 2011 wraz ze swoim zespołem wygrał Ligę Mistrzów, pokonując na stadionie Wembley, Manchester United 3:1.
17/18 sierpnia 2011 r. po dwumeczu z Realem Madryt sięgnął z drużyną FC Barcelona po Superpuchar Hiszpanii, remisując 14 sierpnia na Santiago Bernabeu 2:2, a następnie wygrywając 3:2 na Camp Nou.
25 maja 2012 roku w finale Pucharu Króla zespół Blaugrany zmierzył się z Athletic Bilbao, pokonując zespół kraju Basków pewnie 3:0. Tym samym Guardiola zdobył swoje 14. trofeum w roli trenera Barcelony.
27 kwietnia 2012 roku ogłosił zakończenie pracy w FC Barcelonie wraz z końcem sezonu, twierdząc, że się wypalił i musi odpocząć od futbolu. Na jego następcę wyznaczono dotychczasowego asystenta, Tito Vilanovę, który 30 czerwca 2012 roku zajął nowe stanowisko.

### Bayern Monachium
16 stycznia 2013 roku podpisał kontrakt z Bayernem Monachium, gdzie pracę rozpoczął 1 lipca 2013 roku. Na stanowisku trenera zastąpił odchodzącego na emeryturę Juppa Heynckesa. W lipcu 2013 roku ściągnął do klubu swojego byłego podopiecznego Thiago Alcântarę. 27 lipca 2013 roku podopieczni Guardioli ulegli w finale Superpucharu Niemiec 2:4 Borussii Dortmund. 30 sierpnia 2013 zdobył swój pierwszy puchar jako trener niemieckiego zespołu. Bayern pokonał w Superpucharze Europy Chelsea FC w rzutach karnych.
21 grudnia 2013 Bayern triumfował w Klubowych Mistrzostwach Świata, wygrywając w finale z Rają Cassablanca 2:0.
25 marca 2014 roku Bayern pod wodzą Guardioli zdobył najszybsze mistrzostwo Niemiec w historii. Dokonał tego już w 27. kolejce sezonu.
20 grudnia 2015 roku Bayern ogłosił, że Guardiola nie zdecydował się przedłużyć wygasającego kontraktu i wraz z końcem sezonu 2015/2016 opuści klub.
W Bayernie zdobył 3 mistrzostwa Niemiec, dwa krajowe puchary, Superpuchar Europy oraz Klubowe Mistrzostwo Świata.

### Manchester City
1 lutego 2016 Manchester City poinformował o podpisaniu trzyletniego kontraktu z Guardiolą. Przejął tę drużynę 1 lipca tegoż roku. 19 listopada 2020 roku, Manchester City poinformował o przedłużeniu obowiązującej umowy z hiszpańskim trenerem o kolejne dwa sezony, co oznacza porozumienie obowiązujące do 2023 roku. Pod wodzą Guardioli Manchester City wygrał 181 z 245 meczów (stan na 19 listopada 2020), co oznacza współczynnik zwycięstw na poziomie 73,87%.
30 stycznia 2021 roku, Pep Guardiola odniósł 500 zwycięstwo w swojej karierze trenerskiej. Manchester City pokonał wówczas Sheffield United 1:0 po bramce strzelonej przez Gabriela Jesusa.
Zwycięski mecz ze Swansea City w V rundzie Pucharu Anglii rozegrany 10 lutego 2021 roku był dla Pepa Guardioli 200 zwycięstwem w roli szkoleniowca Manchesteru City. Bilans hiszpańskiego trenera wyniósł w tym dniu 268 spotkań (200 wygranych, 31 remisów i 37 porażek). Manchester City strzelił w nich 659 bramek.
10 czerwca 2023 wraz ze swoim zespołem wygrał Ligę Mistrzów, pokonując na stadionie Atatürk Olympic Stadium, Inter Mediolan 1:0.

## Statystyki kariery

### Zawodnik
| Sezon     | Klub               | Liga             | Występy | Bramki |
| --------- | ------------------ | ---------------- | ------- | ------ |
| 1990/1991 | FC Barcelona       | Primera División | 4       | 0      |
| 1991/1992 | FC Barcelona       | Primera División | 26      | 0      |
| 1992/1993 | FC Barcelona       | Primera División | 28      | 0      |
| 1993/1994 | FC Barcelona       | Primera División | 34      | 0      |
| 1994/1995 | FC Barcelona       | Primera División | 24      | 2      |
| 1995/1996 | FC Barcelona       | Primera División | 32      | 1      |
| 1996/1997 | FC Barcelona       | Primera División | 38      | 0      |
| 1997/1998 | FC Barcelona       | Primera División | 6       | 0      |
| 1998/1999 | FC Barcelona       | Primera División | 22      | 1      |
| 1999/2000 | FC Barcelona       | Primera División | 25      | 0      |
| 2000/2001 | FC Barcelona       | Primera División | 24      | 2      |
| 2001/2002 | Brescia Calcio     | Serie A          | 11      | 2      |
| 2002/2003 | AS Roma            | Serie A          | 4       | 0      |
| 2002/2003 | Brescia Calcio     | Serie A          | 13      | 1      |
| 2003/2004 | Al-Ahli            | Q-League         | 18      | 2      |
| 2004/2005 | Al-Ahli            | Q-League         | 18      | 3      |
| 2006      | Dorados de Sinaloa | Primera División | 10      | 1      |

### Trener
Aktualne na 3 marca 2024.
| Zespół           | Od              | Do              | Statystyka | Statystyka | Statystyka | Statystyka | Statystyka |
| Zespół           | Od              | Do              | M          | W          | R          | P          | % W        |
| ---------------- | --------------- | --------------- | ---------- | ---------- | ---------- | ---------- | ---------- |
| FC Barcelona B   | 21 czerwca 2007 | 30 czerwca 2008 | 42         | 28         | 9          | 5          | 66,67      |
| FC Barcelona     | 1 lipca 2008    | 30 czerwca 2012 | 247        | 179        | 47         | 21         | 72,47      |
| Bayern Monachium | 26 czerwca 2013 | 30 czerwca 2016 | 161        | 121        | 21         | 19         | 75,16      |
| Manchester City  | 1 lipca 2016    | Obecnie         | 455        | 331        | 62         | 62         | 72,75      |
| Łącznie          | Łącznie         | Łącznie         | 905        | 659        | 139        | 107        | 72,82      |

## Osiągnięcia

### Zawodnik

#### Klubowe
FC Barcelona B
- Segunda División B: 1990/91

FC Barcelona
- Mistrzostwo Hiszpanii: 1990/91, 1991/92, 1992/93, 1993/94, 1997/98, 1998/1999
- Puchar Króla: 1996/97
- Superpuchar Hiszpanii: 1991, 1992, 1994, 1996
- Puchar Europy: 1991/92
- Puchar Zdobywców Pucharów: 1996/97
- Superpuchar UEFA: 1992

#### Reprezentacyjne
Hiszpania
- Letnie Igrzyska Olimpijskie:
  -  I miejsce: 1992

#### Indywidualne
- Bravo Award: 1992
- Drużyna UEFA All-Star:
  - Mistrzostw Europy 2000
- MVP ligi katarskiej: 2004

### Trener
FC Barcelona
- Mistrzostwo Hiszpanii: 2008/09, 2009/10, 2010/11
- Puchar Króla: 2008/09, 2011/12
- Superpuchar Hiszpanii: 2009, 2010, 2011
- Liga Mistrzów UEFA: 2008/09, 2010/11
- Superpuchar UEFA: 2009, 2011
- Klubowe mistrzostwo świata: 2009, 2011

Bayern Monachium
- Mistrzostwo Niemiec: 2013/14, 2014/15, 2015/16
- Puchar Niemiec: 2013/14, 2015/16
- Superpuchar UEFA: 2013
- Klubowe mistrzostwo świata: 2013

Manchester City
- Mistrzostwo Anglii: 2017/18, 2018/19, 2020/21, 2021/22, 2022/23, 2023/24
- Puchar Anglii: 2018/19, 2022/23
- Puchar Ligi Angielskiej: 2017/18, 2018/19, 2019/20, 2020/21
- Tarcza Wspólnoty: 2018, 2019, 2024
- Liga Mistrzów UEFA: 2022/23
- Superpuchar UEFA: 2023
- Klubowe mistrzostwo świata: 2023

Indywidualne
- Nagroda Don Balón: 2009, 2010
- Trofeo Miguel Munoz: 2009, 2010
- Europejski trener sezonu: 2008/09, 2022/23
- Światowy trener roku według FIFA: 2009, 2011, 2023
- Trener roku w Drużynie Roku UEFA: 2008/09, 2010/11
- Trener roku Primera División: 2009, 2010, 2011, 2012
- Trener roku według Onze d’Or: 2009, 2011, 2012
- Trener roku według World Soccer: 2009, 2011
- Trener klubowy roku według IFFHS: 2009, 2011
- Menadżer sezonu Premier League: 2017/18, 2018/19, 2020/21, 2022/23, 2023/24